# Xã Derry, Quận Dauphin, Pennsylvania
Xã Derry (tiếng Anh: Derry Township) là một xã thuộc quận Dauphin, tiểu bang Pennsylvania, Hoa Kỳ. Năm 2010, dân số của xã này là 24.679 người.